# Enrique López Fernández
Enrique López Fernández (Madrid, Madrid, España, 24 de junio de 1994), más conocido como Kike Cadete, es un futbolista español que juega en la posición de defensor en el Real Murcia C. F. de la Primera Federación.

## Trayectoria

### Inicios
Se inició en el fútbol con el Vallecas y el Alcobendas en las divisiones regionales.

### A. D. Alcorcón "B"
En 2013 se trasladó a la Agrupación Deportiva Alcorcón "B", pasando una temporada completa en la categoría juvenil antes de presentarse regularmente con el filial en la Segunda División B donde debutaría semiprofesionalmente en el mismo año.

### A. D. Unión Adarve
El 18 de junio de 2014 se unió al equipo Agrupación Deportiva Unión Adarve de la Tercera División.

### Atlético Astorga F. C.
El 4 de agosto del año siguiente firmó con el Atlético Astorga Fútbol Club de la Segunda División B, pero dejó el club seis días después después de supuestamente tener discrepancias con la presidencia del club.

### Rayo Vallecano "B"
Posteriormente, regresó a la Unión Adarve, pero se mudó al Rayo Vallecano de Madrid "B" en julio de 2016. Dejó el último a principios de septiembre, y se unió a la Unión Adarve para un tercer período, logrando el ascenso a la tercera división al final de la temporada.

### México
El 29 de mayo de 2018 se mudó al extranjero por primera vez en su carrera, uniéndose al Club Atlético de San Luis, equipo del Ascenso MX. Hizo su debut el 21 de julio, comenzando en un empate 0-0 como local contra los Mineros de Zacatecas.
Anotó su primer gol profesional el 18 de agosto de 2018, marcando el primer tanto del partido en una victoria por 0-4 sobre el Celaya Fútbol Club en el 13'.
Se proclamó junto al Atlético de San Luis como campeones del Apertura 2018 y del Clausura 2019 ante los Dorados de Sinaloa, dirigidos en ese momento por Diego Maradona, en ambas ocasiones, consiguiendo así su puesto en la Liga MX.
El 20 de julio de 2019 se oficializó su préstamo al Querétaro Fútbol Club ya que no entraba en planes del conjunto rojiblanco pues ya tenía cubiertas sus plazas de extranjeros.
Debuta el 3 de agosto de 2019 en el minuto 71' en el partido Querétaro vs. Cruz Azul correspondiente a la jornada 3 del Apertura 2019. El partido concluyó con marcador 3-0 a favor de «los gallos».
Tras jugar torneo y medio (Apertura 2019 y Clausura 2020, este último fue cancelado por la pandemia de COVID-19) finalizó su préstamo con el Querétaro.
Regresó al Atlético de San Luis para disputar el Guard1anes 2020.

### Europa y Australia
El 7 de abril de 2021 firmó por el F. C. Astana. Abandonó el club a final de año al expirar su contrato y, tras un tiempo sin equipo, en julio de 2022 se marchó a Australia para jugar en el Melbourne Victory F. C. la temporada 2022-23 de la A-League. La siguiente campaña regresó al fútbol europeo y en el mes de septiembre fichó por el F. C. Dinamo Tiflis hasta finales de 2024.

### Regreso a España
Después de seis años jugando en el extranjero, en julio de 2024 volvió a España tras fichar por el Real Murcia C. F. para la temporada 2024-25.

## Vida privada
Su apodo le fue puesto en sus inicios como futbolista por un entrenador debido a que era el jugador más joven del equipo.

## Clubes
| Club                    | País       | Año       |
| ----------------------- | ---------- | --------- |
| A. D. Alcorcón "B"      | España     | 2013-2014 |
| A. D. Unión Adarve      | España     | 2014-2018 |
| Atlético de San Luis    | México     | 2018-2019 |
| Querétaro F. C.         | México     | 2019-2020 |
| Atlético de San Luis    | México     | 2020-2021 |
| F. C. Astana            | Kazajistán | 2021      |
| Melbourne Victory F. C. | Australia  | 2022-2023 |
| F. C. Dinamo Tiflis     | Georgia    | 2023-2024 |
| Real Murcia C. F.       | España     | 2024-     |

## Palmarés

### Títulos nacionales
| Título           | Club                 | País   | Año  |
| ---------------- | -------------------- | ------ | ---- |
| Tercera División | A. D. Unión Adarve   | España | 2016 |
| Torneo Apertura  | Atlético de San Luis | México | 2018 |
| Torneo Clausura  | Atlético de San Luis | México | 2019 |